# Felettünk az ég
A Felettünk az ég (eredeti cím: Le ciel sur la tête) 1965-ben bemutatott francia–olasz sci-fi film, Yves Ciampi rendezésében.
A hidegháború idején játszódó történetben egy ismeretlen repülő jármű megjelenése az Atlanti-óceán felett súlyos nemzetközi válsághelyzetet okoz, ami kis híján nukleáris világháború kitörését váltja ki.

## Cselekmény
|  | Alább a cselekmény részletei következnek! |

A Clemenceau repülőgép-hordozó szokásos járőrözését végzi az Atlanti-óceánon. Figyelmeztetést kap, hogy a szovjet Kozmosz atom-tengeralattjáró a közelben tartózkodik, emiatt a fedélzeten a szokásosnál is nagyobb az idegesség. A fedélzeten a normál napi ténykedés folyik, az Étendard vadászgépek és az Alizé tengeralattjáró-vadászok rutinrepüléseket végeznek. A tisztikar tagjai, a hajózók és pilóták feladatuk teljesítése közben családi, emberi gondjaikkal küszködnek, egyikük szorong feleségének esetleges féltékenysége miatt, a másik a régen nem látott barátnőjéhez fűződő kapcsolat válságáért aggódik. Szakmai féltékenységek, rivalizálás miatt viták robbannak ki, amelyeket a tapasztalt parancsnok, Ravesne keményen kézben tart.

Ravesne parancsnok (Jacques Monod) bejelenti a harckészültséget

A parancsnokságtól váratlanul riadó-parancsot kapnak. A légi felderítés egy azonosítatlan repülő tárgyat, egy hatalmas izzó tűzgömböt fedez fel az Atlanti-óceán fölött. Nem zárható ki, hogy ellenséges, szovjet támadó eszköz. A pilóták harci bevetésre kapnak parancsot. Megközelítik, de műszereik felmondják a szolgálatot, az egyik gép lezuhan. A lelőtt pilóta közelében felmerül a szovjet „Kozmosz” tengeralattjáró, amely szintén ellenséges (NATO) támadó fegyvernek véli a repülő dolgot. Kis híján összecsapásra kerül sor a francia vadászgépek és a szovjet tengeralattjáró között. A francia pilótát látványos helikopteres mentőakcióval visszahozzák a Clemenceau-ra. Értesítik a haditengerészet főparancsnokságát és a kormányt. Beindul a NATO gépezete, a szövetséges amerikaiak is észlelik a repülő objektumot, amely lassan halad az óceán fölött Európa felé. Megállapítják, hogy rendkívül erős radioaktív sugárzást bocsát ki, amely az emberekre halálos hatású. A jármű közeledésére a Clemenceau-n elrendelik a nukleáris riadót, a hajót harckészültségbe helyezik, a tűz- és sugárzásbiztos ajtókat lezárják, de nem kapnak tűzparancsot. A hajó túléli a sugárzó tűzgömb elhaladását, de egy késlekedő tiszt életét veszti a tűzviharban.
Közben Brestben és Párizsban a polgárok, köztük a tisztek családtagjai élik mindennapi életüket, a nyilvánosság semmit sem tud a kiéleződő válságról.

Bevetésről visszatérő Breguet Alizé tengeralattjáró-vadász (jelenet a filmből)

A hadügyi vezetés szilárdan szovjet repülő járműre gondol, és készülő nukleáris támadástól tart. Lázas tárgyalások kezdődnek a kormányok és a haderő-parancsnokságok között. Kapcsolatba lépnek a Szovjetunióval, aki tagadja, hogy bármi köze lenne a dologhoz, és a maga részéről a NATO-t vádolja támadási előkészülettel. A zavar egyre fokozódik, a megoldást kereső tudósok megfogalmazzák annak lehetőségét, hogy földönkívüli járműről lehet szó, akinek szándékai nem feltétlenül ellenségesek. A vezérkarban vita keletkezik a teendő lépésekről. A repülő tűzgömbről (vagy járműről) közben leválik egy kisebb tűzgömb, amely ugyanolyan pusztító radioaktív sugárzást bocsát ki, és leszállni készül. A manővert valamennyi haderő-parancsnokság veszélyes támadó lépésnek minősíti. Az interkontinentális rakétákat harckészültségbe helyezik, a világ a nukleáris világháború küszöbére érkezik. A tudósok tiltakoznak, hogy egy esetleg idegen világból idelátogató járművet nem szabad agresszív támadással fogadni.
A kormányok az utolsó pillanatban közös csapásmérésben egyeznek meg. Mindegyik nagyhatalom légvédelmi rakétákat lő ki a leszálló egységre. (A filmnek ebbe a szakaszába a rendező korabeli katonai dokumentumfilmekből valódi rakétakilövések jeleneteit vágatta be, amerikai, francia, brit és – a film bemutatásakor ritkaságnak számító – szovjet rakéták kilövéséről). Feszült pillanatok, majd bejelentik, hogy a szovjet rakéták célba találtak. A levált egység szétrobbanó tűzgolyóként az óceánba zuhan, a becsapódás környezetében felforralva a tengert. A nagyobbik repülő tárgy a becsapódás helye fölé száll, hosszan időz a roncsok fölött, talán túlélőket keresve. Dermesztő pillanatok, a politikusok és tábornokok egy ismeretlen erejű megtorló támadástól tartanak. A radioaktív tűzgolyó azonban megfordul, eltávolodik és nyomtalanul eltűnik úgy, ahogy érkezett. A harckészültségeket lefújják, az Étendard vadászgépek visszatérnek a Clemenceau fedélzetére. A történteket minden kormány szigorú államtitoknak minősíti. A Clemenceau kiköt Brestben.
A lakosság éli mindennapi életét, mit sem tudva a lezajlott válságról, amely kis híján végpusztulást hozott. A hajóról kiszálló, szabadságra induló tisztek felnéznek az égre, ahonnan az ismeretlen jármű érkezett, és talán egyszer vissza is tér...
|  | Itt a vége a cselekmény részletezésének! |

## Főbb szereplők
| Szerep                             | Színész                                                                           |
| Ravesne, a Clemenceau parancsnoka  | Jacques Monod                                                                     |
| Hadügyminiszter                    | Guy Tréjan                                                                        |
| Admirális                          | Roger Van Mullem                                                                  |
| Százados                           | Marcel Bozzuffi                                                                   |
| Gaillac                            | André Smagghe                                                                     |
| Laurent                            | Bernard Fresson                                                                   |
| Majo                               | Henri Piégay                                                                      |
| Majo barátnője                     | Beatrice Cenci                                                                    |
| Bricourt                           | Yves Brainville (valódi neve: Yves René Marie de La Chevardière de La Grandville) |
| Bazin                              | Jean Dasté                                                                        |
| Françoise                          | Yvonne Monlaur                                                                    |
| Szovjet tengeralattjáró-parancsnok | Wladimir Bellin                                                                   |
| Jolivet                            | Jacques Santi                                                                     |

## A forgatás
A filmet a Clemenceau francia repülőgép-hordozó fedélzetén forgatták, 1964-ben. A felvételek részben a nyugat-franciaországi Brest hadikikötőjében, részben a nyílt tengeren készültek. Yves Ciampi rendező tudatosan olyan színészeket válogatott össze, akiknek legnagyobb része a forgatás idején kevésbé ismert színész volt. Az ismeretlen arcokkal a történet valódiságát, hitelességét tudta fokozni. A repülőgép-hordozó parancsnokát alakító Ravesne parancsnok Jacques Monod, a hadügyminiszter szerepében Guy Tréjean mellett szerepel Marcel Bozzuffi, Bernard Fresson, Jacques Santi és Henri Piégay, akik később számos más filmben tűntek fel főszereplőkként.
A film zenéjét Jacques Loussier írta, aki beköltözött a Clemenceau fedélzetére, több napon át élt, járt-kelt az üzemelő, működő hajón, hogy benyomást szerezhessen egy valódi repülőgép-hordozó sajátos zajvilágáról.
A forgatáson részt vett a francia haditengerészet egyik tengeralattjárója is, az S646 Galatée, amely – filmbeli szerepe szerint – a szovjet „Kozmosz” (Космос) atomtengeralattjárót „alakította”.

## A világpolitikai háttér
A filmet az 1960-as évek közepén forgatták, alig néhány évvel az 1962-es kubai rakétaválság után, amely a III. világháború kitörésének küszöbére sodorta a nagyhatalmakat. Tetőfokán állt a hidegháború, a nemzetközi politikát a végtelen bizalmatlanság, kölcsönös gyanakodás jellemezte. Mindkét hatalmi tömb fegyveres erői magas fokú harci készültségben álltak, erős kémtevékenységet folytattak a másik ellen, a haderők parancsnokságai a másik tábor bármelyik pillanatban bekövetkezhető, váratlan rakétacsapásától tartottak. Minden incidens, nehezen tisztázható esemény a robbanás határáig fokozta a nemzetközi feszültséget. Maga a történet körülbelül ugyanebben az időben játszódik, az 1960-as évek elején, ugyanebben a világpolitikai helyzetben.

## A haditechnika
A film bemutatja a korabeli francia haditengerészeti légierő akkori büszkeségeit, az 1961-ben épült Clemenceau repülőgép-hordozót, a sugárhajtású Dassault Étendard IV vadászrepülőgépeket, amelyek az 1960-as évek elején valóban a nyugati haditechnika csúcstechnológiáját képviselték, valamint a Breguet Alizé 1050 tengeralattjáró-elhárító, légcsavaros repülőgépeket. A valódi Clemenceau 1997-ig maradt aktív szolgálatban, utolsó hadi bevetését az 1993–96-os jugoszláviai háborúban teljesítette az Adriai-tengeren. 2009-ben végleg leszerelték. Mivel szerkezete több száz tonna azbesztet tartalmazott, ezért Indiába küldték szétbontásra.

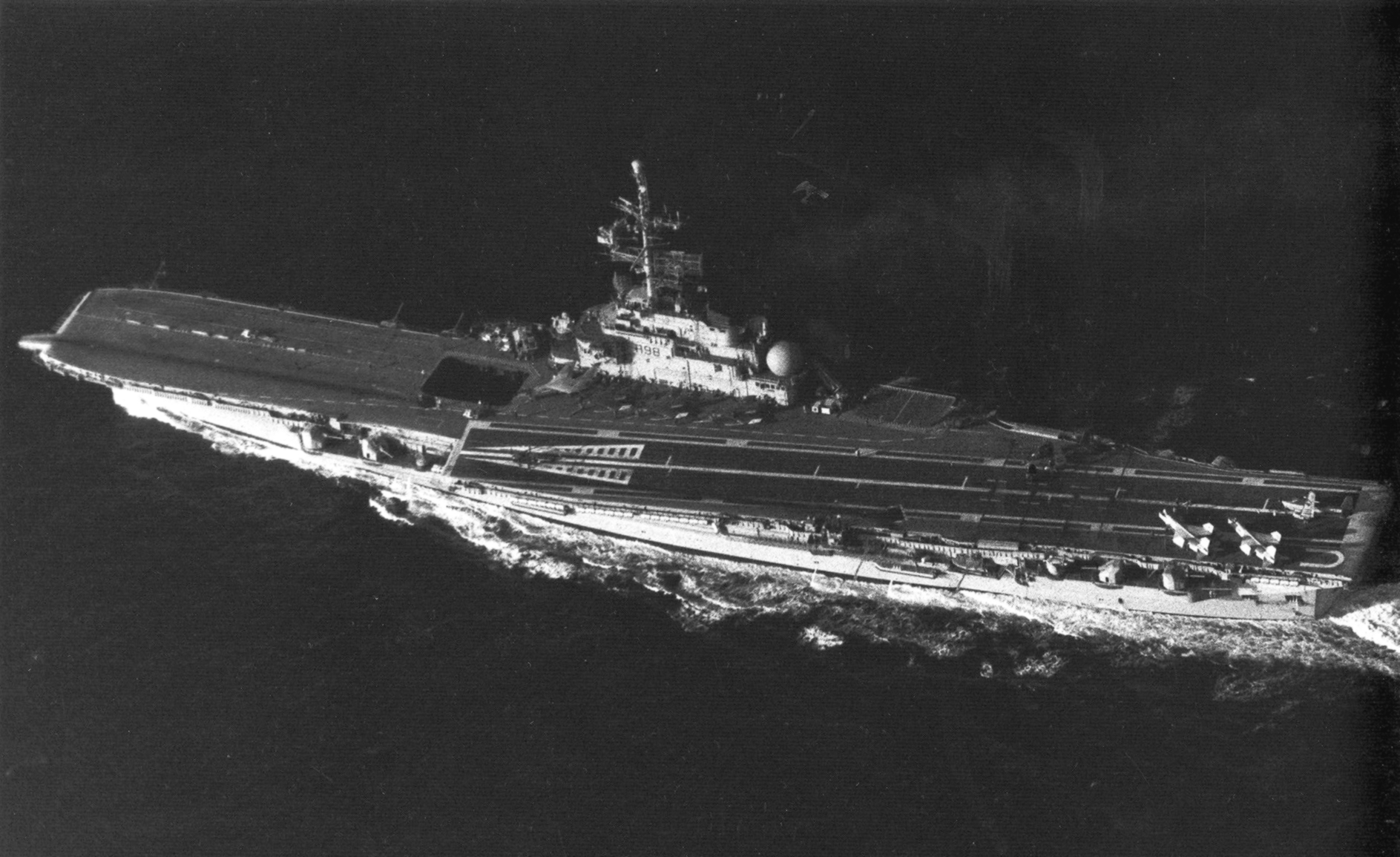
A Clemenceau (R98) repülőgép-hordozó (1981-es felvétel)
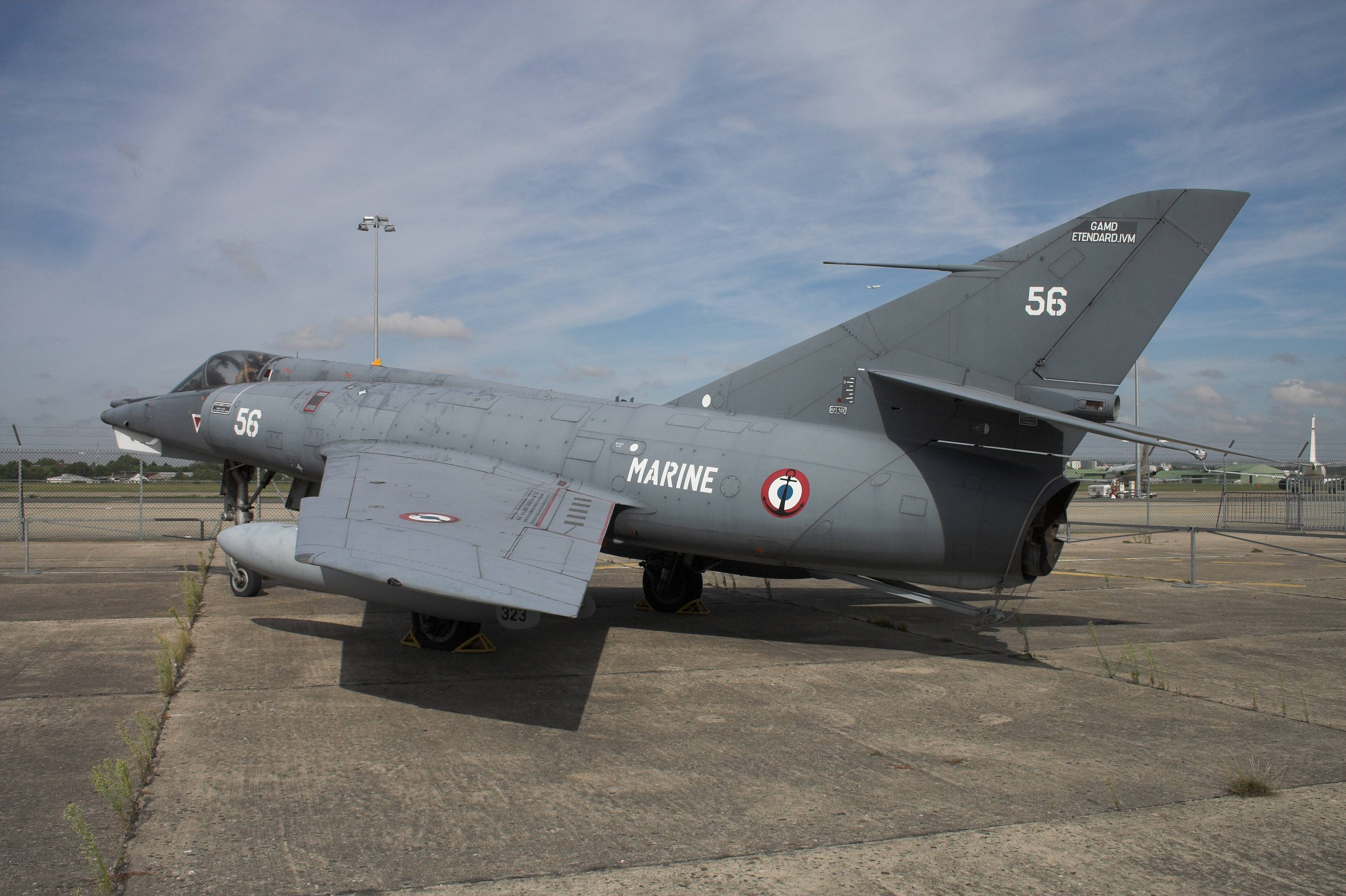
Dassault Étendard IV vadászgép a Le Bourget-i múzeumban
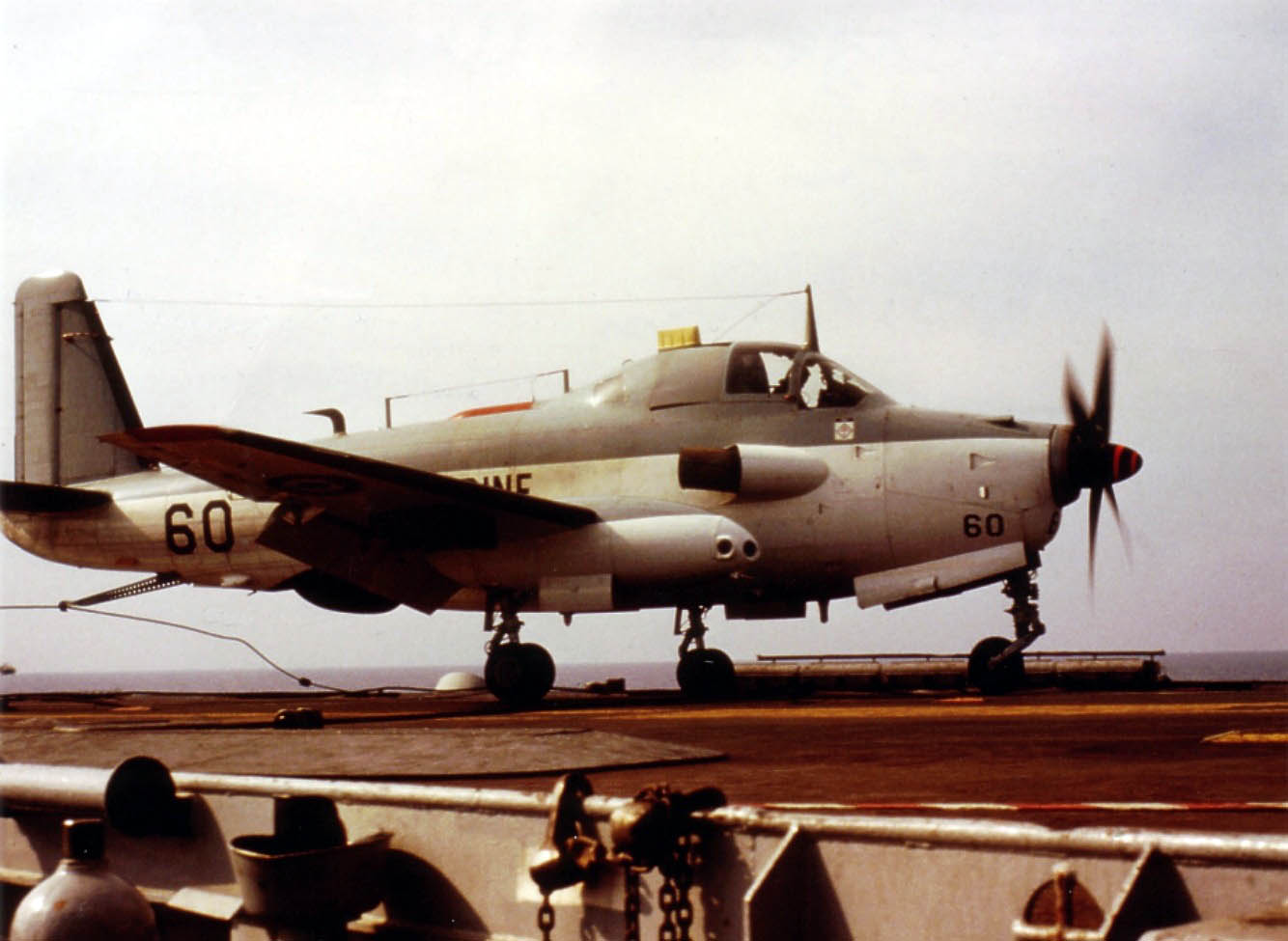
Breguet Br.1050 Alizé tengeralattjáró-vadász repülőgép, 1960-as évek eleje

## Az ötlet utóélete
A filmben ábrázolt konfliktushelyzet adta az alapötletet az 1980-ban bemutatott Végső visszaszámlálás című amerikai katonai sci-fi történethez. Ez utóbbiban nem idegen jármű, hanem egy idő-örvény támad a Nimitz repülőgép-hordozóra, amely hasonlóképpen, teljes harckészültséggel reagál a megmagyarázhatatlan történésekre. Ez a film is látványos eszközökkel, vonzó módon mutatja be az amerikai haditengerészet korszerű hadieszközeinek működését.